# Podhradí (Karlovy Vary)
Podhradí (in tedesco Neuberg o Neuberg bei Asch) è un comune della Repubblica Ceca facente parte del distretto di Cheb, nella regione di Karlovy Vary.

## Geografia fisica
Podhradí si trova sul lato sinistro del torrente Ašského, circa 5 miglia a nord di Aš. È situato sotto il promontorio sul quale sorgono i resti del castello di Neuberg, struttura del XIII secolo.
Il paese confina ad ovest con Havlovice, Libnatov e Krizanov, a nord con Rtyne v Podkrkonosi, Popluzi, Batnovice, Zalesi, Sychrov, Upice e Male Svatonovice, ad est con Lhota za Cervenym Kostelcem e Cerveny Kostelec e a sud con Stolin, Mstetin, Konciny, Slatina nad Upou, Cervena Hora, Olesnice, Litobor.
Prima della seconda guerra mondiale, era una comunità indipendente, quindi formava un comune unico. Nel 1975 è stato unito ad Aš per poi ridividersi definitivamente nel 1990.

## Storia
La prima menzione scritta del paese risale al 1288.

## Monumenti e luoghi d'interesse

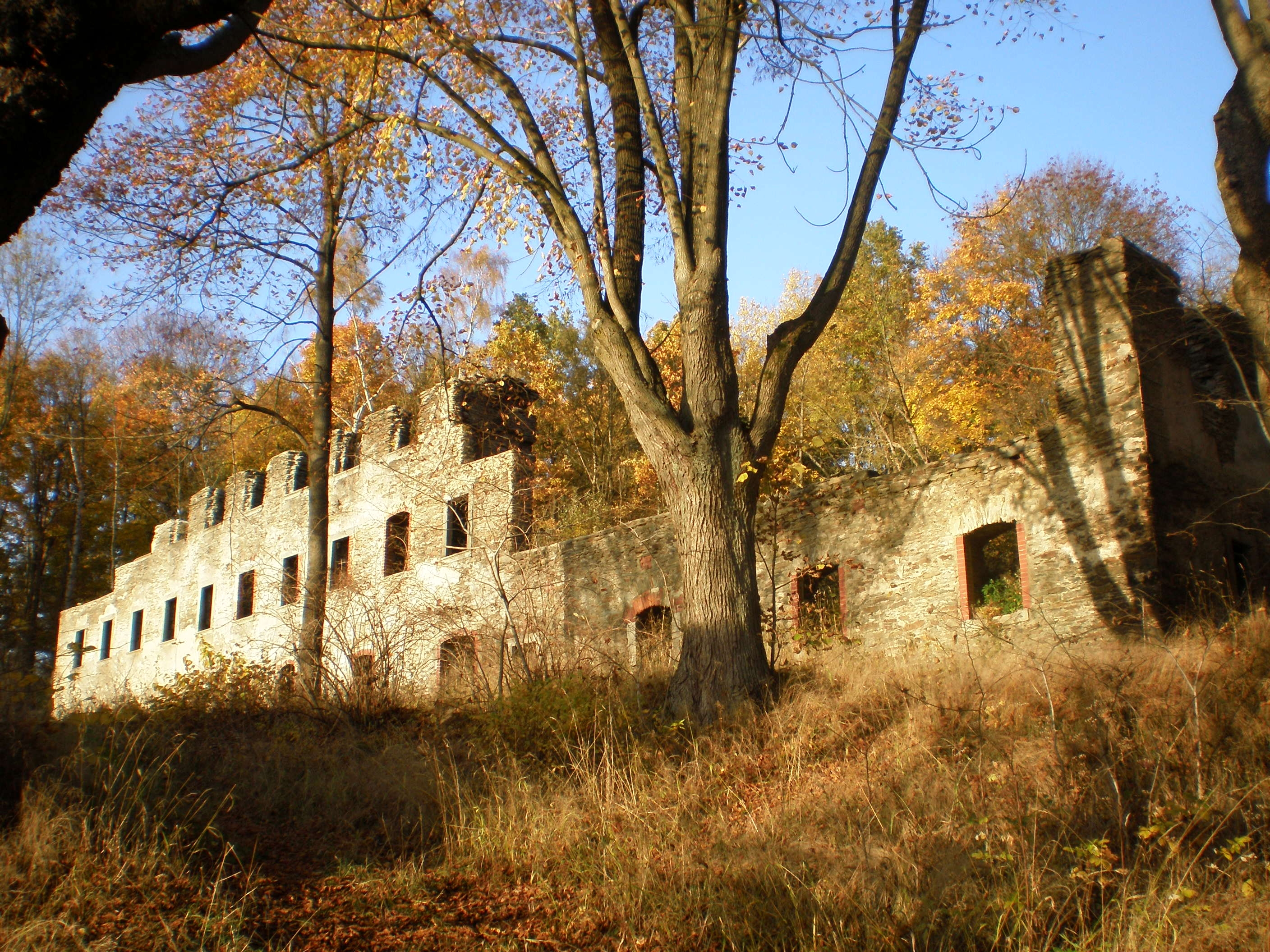
Rovine del castello

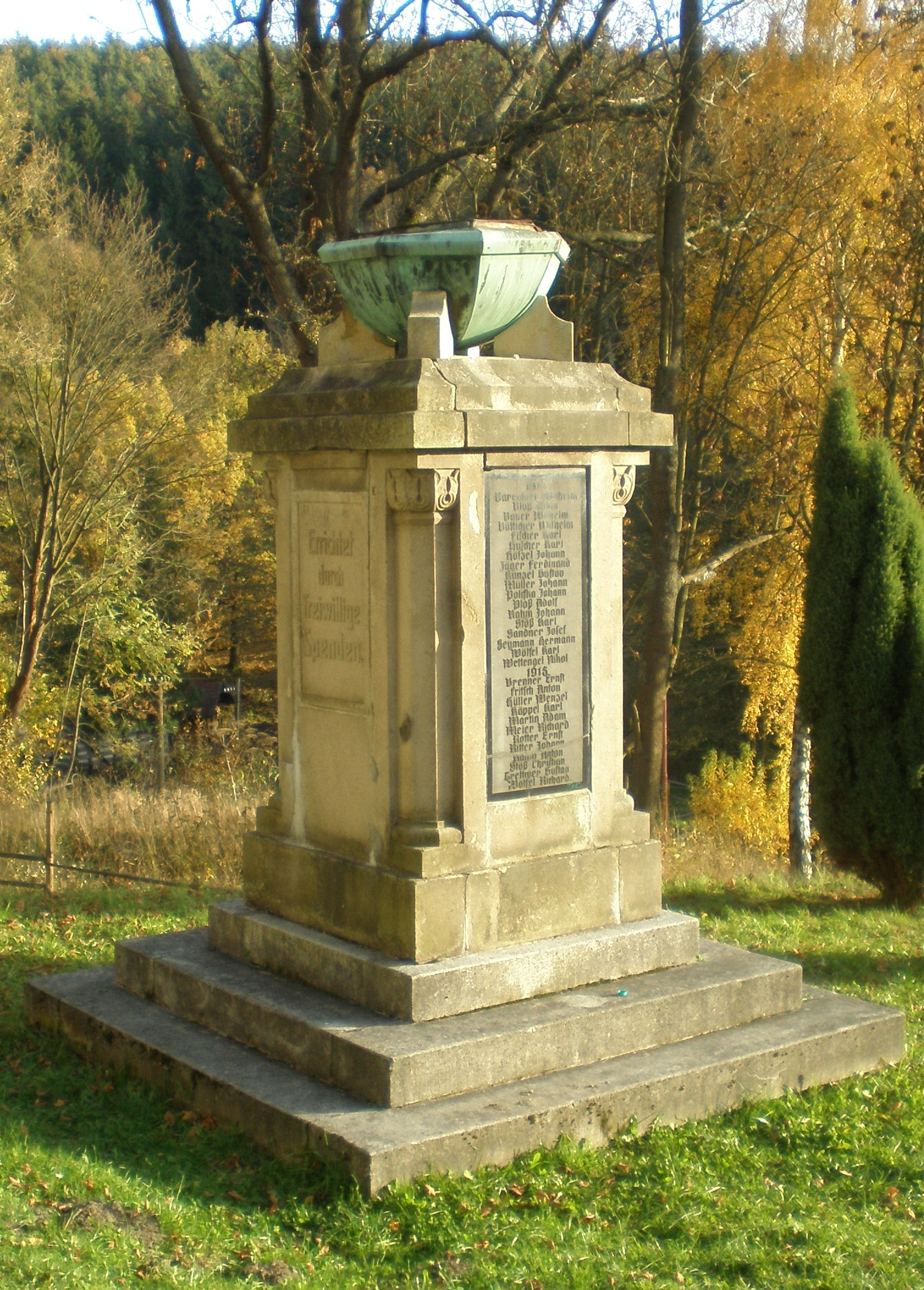
Memoriale alle vittime di guerra

### Architetture religiose
- Chiesa del Buon Pastore, costruita tra il 1470 e il 1490.

### Architetture militari
- Castello di Neuberg ormai in rovine con torre costruita nel XIII secolo, restaurata nel secondo decennio del XXI secolo, alta 22 metri e utilizzata come punto di osservazione.
- Castello di Smrčina, demolito nel 1963.

### Architetture civili
- Memoriale alle vittime delle guerre degli anni 1848-1849, 1859 e 1866, costruita nel 1893.
- Monumento alle vittime della seconda guerra mondiale.

## Società

### Evoluzione demografica
| Anno            | 1850 | 1930 | 1947 | 1961 | 1970 | 2001 | 2006 | 2011 |
| --------------- | ---- | ---- | ---- | ---- | ---- | ---- | ---- | ---- |
| Numero abitanti | 1919 | 2002 | 540  | 321  | 257  | 166  | 175  | 172  |